# Paul Delorme

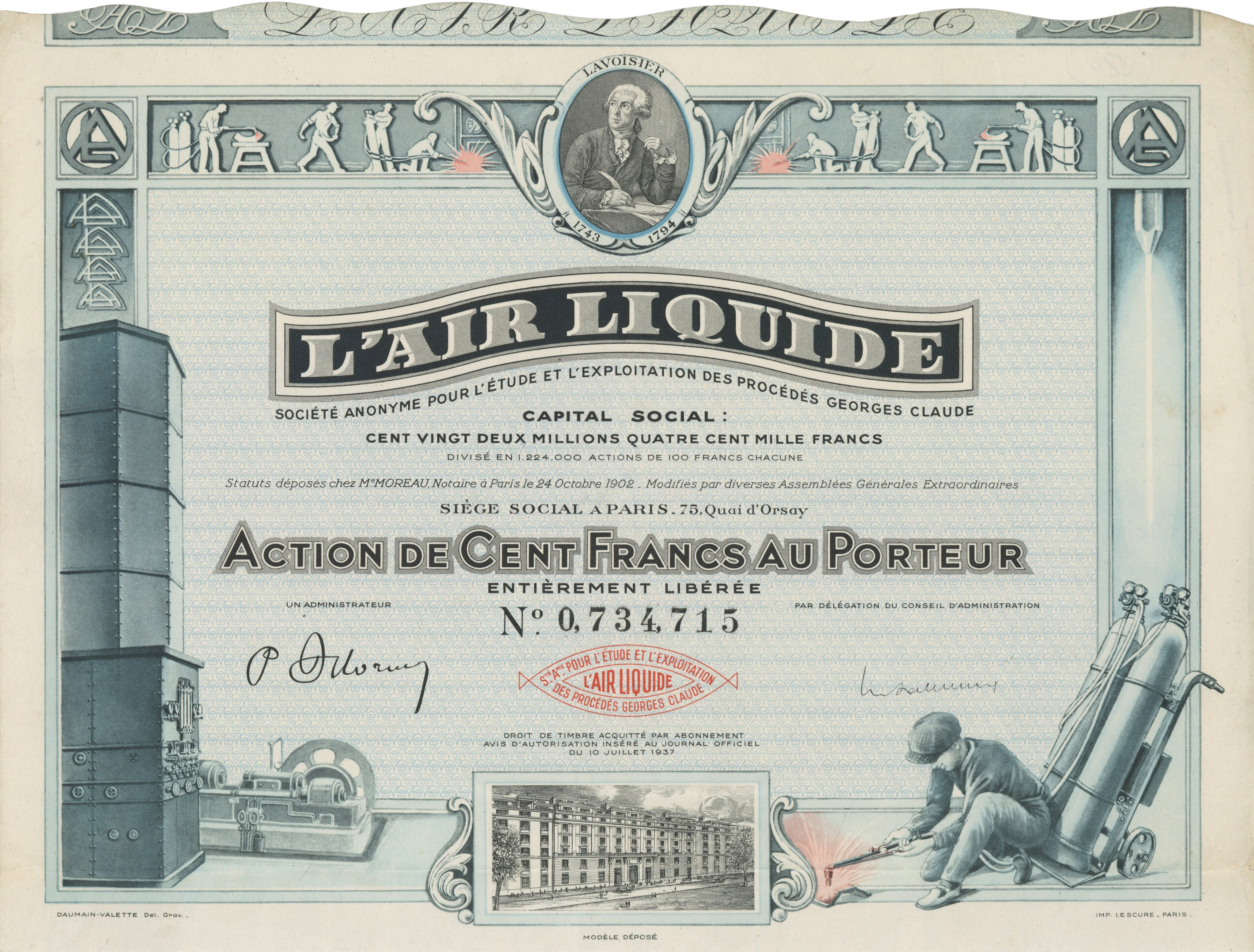
Anteil der Air Liquide S.A. im Wert von 100 Francs, ausgegeben am 10. Juli 1937 in Paris, mit der Unterschrift von Paul Delorme als Präsident des Unternehmens

Paul Delorme (geboren am 26. Juli 1868 in Saint-Maurice; gestorben am 7. Dezember 1956 in Paris) war ein Physiker und Chemiker, der nach seiner Beteiligung an der Gründung des Unternehmens Air Liquide im Jahr 1902, dessen erster Präsident er war, Industrieller wurde, bevor er 1945 die Leitung der Gruppe an seinen Sohn Jean Delorme übergab.

## Biografie
Paul Delorme, Sohn eines Industriellen, studierte an der ESPCI Paris. Sein Vater betrieb eine Spitzenfabrik. Er wurde Leiter der Vertriebsabteilung der Thomson-Houston Electric Company, als der Ingenieur Georges Claude, sein Klassenkamerad und Freund, ein Verfahren entwickelte, um Luft zu verflüssigen und ihre Bestandteile zu trennen. Er und Paul Delorme investierten zunächst 7.500 Franken in den Kauf eines drei Jahre lang genutzten Druckluftmotors in einem kleinen Raum im Depot La Villette, den ihnen die Compagnie Générale des Omnibus zur Verfügung gestellt hatte.
Im Jahr 1902 versammelte Paul Delorme 24 Abonnenten, hauptsächlich andere Ingenieure, um das Industrieprojekt in Form einer Aktiengesellschaft mit einem Kapital von 100.000 Francs finanziell zu unterstützen. Die erste Fabrik wurde 1905 in Frankreich eröffnet, es folgten vier weitere.
Ab 1906 leitete er die internationale Expansion in Belgien, Italien, Japan und Hongkong und 1913 seinen Börsengang unter den Coulissiers. 1910 schickte er René Jacques Lévy nach Kanada, um in den östlichen Vororten von Montreal eine Onshore-Fabrik zu errichten, was ein großer Erfolg war, der jedoch beim Untergang der Titanic ums Leben kam. In den 1920er Jahren begann die Entwicklung von Air Liquide in China in Shanghai. Zwischen 1920 und 1929 nahm Air Liquide durch die Ausgabe von Aktien 70 Millionen Franken ein. Da das Unternehmen hauptsächlich aus Ingenieuren und Technikern besteht, ist es zunehmend auf die Präsenz kleinerer Transportunternehmen angewiesen, von denen die meisten dem Unternehmen weiterhin relativ treu bleiben.
Im Jahr 1930 wurde das Wachstum des Unternehmens mit nahezu keiner Verschuldung erreicht, wobei die wenigen Emissionen von Schuldtiteln nur 15 % der Verbindlichkeiten ausmachten, entsprechend der Finanzdoktrin seines Präsidenten: „Ich ziehe es vor, sagte er, alles zu setzen. Wenn mein Geld kurz-, mittel- oder langfristig verschuldet ist, ist es besser, sich an Gesellschafter zu wenden als an Bankiers. Aber es lässt sich auch nicht von der Mode der Tochtergesellschaften für schnell wachsende Aktivitäten mitreißen: Das Unternehmen muss zentralisiert bleiben und voll bleiben Eigentum an seinen Materialien und Einrichtungen überall und jederzeit“. In Wirklichkeit umfasst die internationale Entwicklungsstrategie Tochtergesellschaften, die erst nach der Konsolidierung ihrer Aktivitäten vollständig in die Muttergesellschaft integriert werden, um Air Liquide im Falle der Insolvenz einer von ihnen zu retten.
Seit 1928 war es die 17. französische Börsenkapitalisierung, nach dem Aufstieg französischer Industrieunternehmen an die Börse, und dann die 6. im Jahr 1936. Am Vorabend des Zweiten Weltkriegs verfügte das Unternehmen bereits über rund 130 Fabriken auf der Welt.
Sein Sohn Jean Delorme übernahm 1945 die Leitung.